# Dicastillo
Dicastillo egy község Spanyolországban, Navarra autonóm közösségben. Dicastillo Allo, Aberin, Sesma, Arróniz, Arellano, Igúzquiza, Ayegui, Morentin és Oteiza községekkel határos. Lakosainak száma 571 fő (2024).

## Nevezetességek
Külterületén található Vega del Pozo grófnőjének egykori palotája, amelynek fallal körülvett birtokán működik a Zoco márkájú pacharán főzdéje.

## Népesség
A település népessége az elmúlt években az alábbi módon változott:
| Lakosok száma | 689  | 696  | 696  | 710  | 688  | 639  | 612  | 604  | 595  | 571  |
|               | 2001 | 2004 | 2007 | 2009 | 2012 | 2014 | 2017 | 2019 | 2022 | 2024 |